# あやべ市民バス

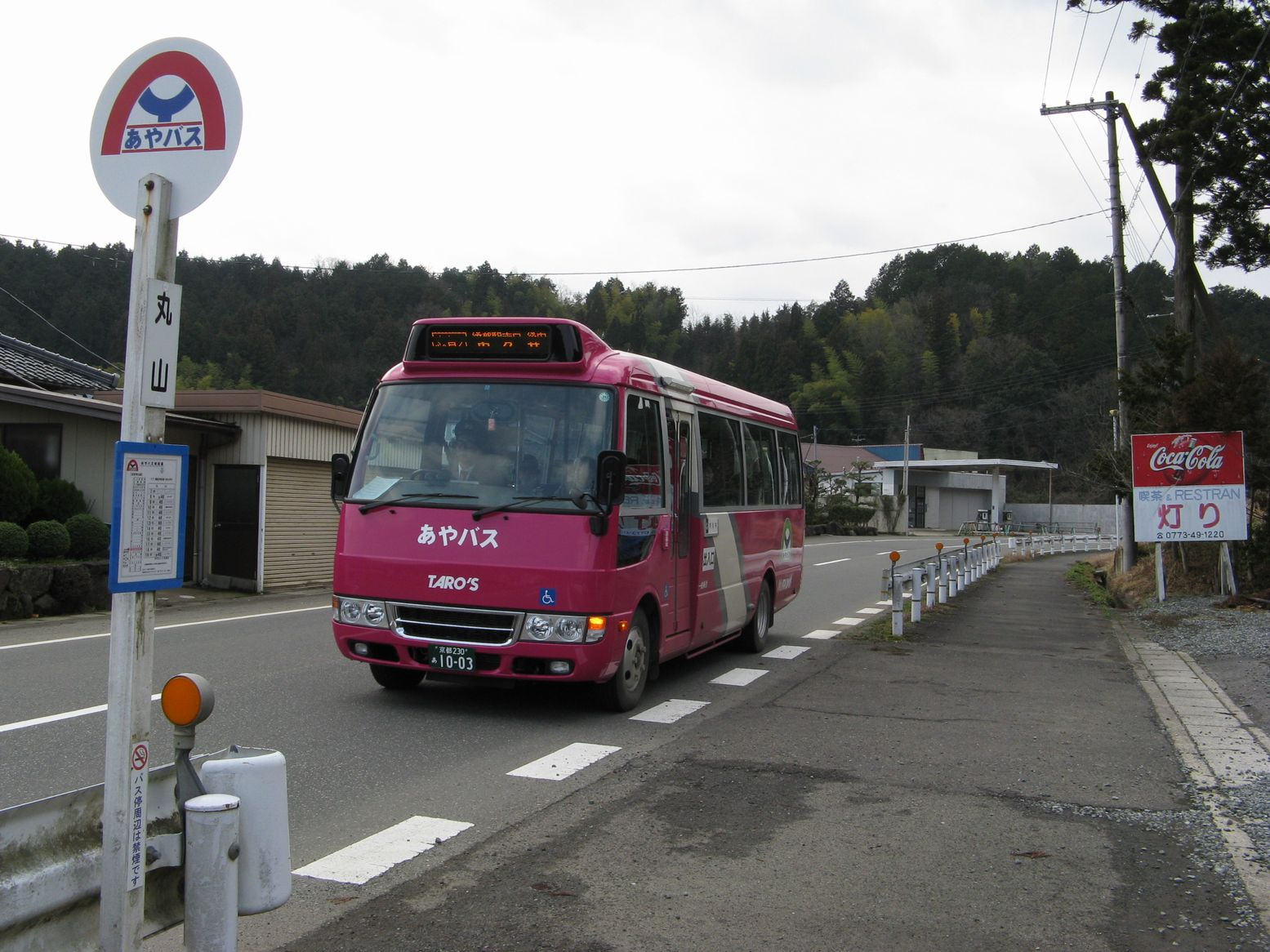
志賀南北線（2009年2月、丸山にて）

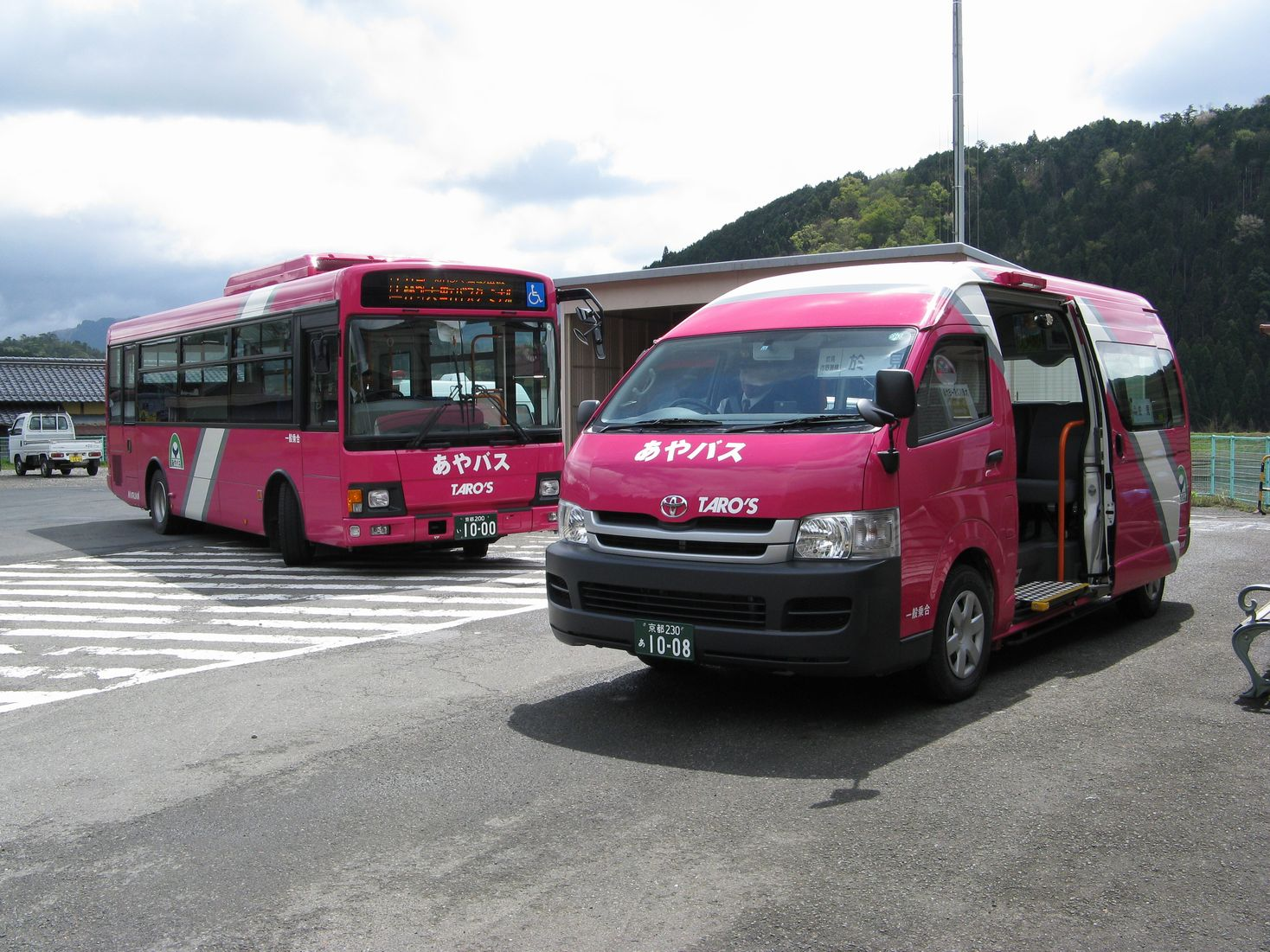
上林線の乗換え接続（2009年4月、大町バスターミナルにて）

あやべ市民バス（あやべしみんバス）は、京都府綾部市が運行するコミュニティバスである。愛称は「あやバス」。2005年（平成17年）4月1日運行開始。株式会社関西丸和ロジスティクスに運行を委託している。
なお本項では、あやべ市民バスの運行開始まで市内で運行していた綾部市営バス（あやべしえいバス）についても記述する。

## あやべ市民バス

### 概要
2004年1月に会社更生法を適用された京都交通舞鶴支社管内の綾部市内の路線を、2005年4月に営業譲渡され成立した。綾部市が運行主体となり、京丹タクシー株式会社に運行を委託していた。京丹タクシーは京都府福知山市に本社を置くタクシー・バス事業者であったが、バス事業進出や労使問題などにより業績不振に陥ったことから、市に対し2008年7月31日付で業務委託契約解除を申し出、同年8月12日付で市はこれを受理した。

これを受け、埼玉県吉川市に本社を置く物流会社の丸和運輸機関が、同年12月にグループ会社の株式会社関西丸和ロジスティクス内に、京都府綾部市にバス事業部を設立してバス事業を開始し「あやべ市民バス」の運行受託を引き継いだ。丸和運輸機関は本社を置く東埼玉テクノポリスのシャトルバス運行のためにジャパンタローズを設立し、のちに埼玉県松伏町のコミュニティバス「松伏町循環バス」を運行受託した実績があった。
なお、京丹タクシーは委託解除から約半年後、経営破綻により2009年（平成21年）5月6日をもって営業終了、翌5月7日付で近畿運輸局京都運輸支局に事業停止を届け出た。
利用状況は、1日あたり550人程度が利用し、収支面では赤字であるが、当初予想されていた以上の利用者となった。
すべての路線が綾部市立病院を経由するため、市立病院から離れた地域の住民の利用が多い。また、京都府立綾部高等学校への通学利用者も多い。

### 沿革
- 2005年（平成17年）4月1日 - 運行開始[1][2][8]。京丹タクシー株式会社に運行委託[1]。
- 2008年（平成20年）
  - 7月31日 - 京丹タクシー株式会社から、業務委託契約解除の申し出がなされる[8]。
  - 8月12日 - 綾部市が、上記解約申し出を受理[8]。
  - 12月 - 丸和運輸機関グループの関西丸和ロジスティクスが綾部市にバス事業部を設立[6][7]。
  - 12月25日 - 運行事業者を引継[8]。関西丸和ロジスティクスが運行受託。委託先変更に伴い路線が一部変更される。
- 2009年（平成21年）5月7日 - 京丹タクシー株式会社が経営破綻により事業停止[5]。
- 2023年（令和5年）9月 - 綾部市が子育て支援の一環として、翌2024年4月1日より、中学生以下の運賃を無料とすることを発表[9]。

### 運賃・乗車券類
- 上林線:大人区間制運賃（200円・300円・400円・500円）／小人100円
  - ただし、大町バスターミナル（上林いきいきセンター前） - 於見間は100円。
- 於見市野瀬線:100円
- 東西線・紫水ヶ丘公園線:大人200円／小人100円
- その他の路線:大人区間制運賃（200円・300円・400円）／小人100円
- 各種障害者手帳の提示で運賃半額となる。

### 現行路線

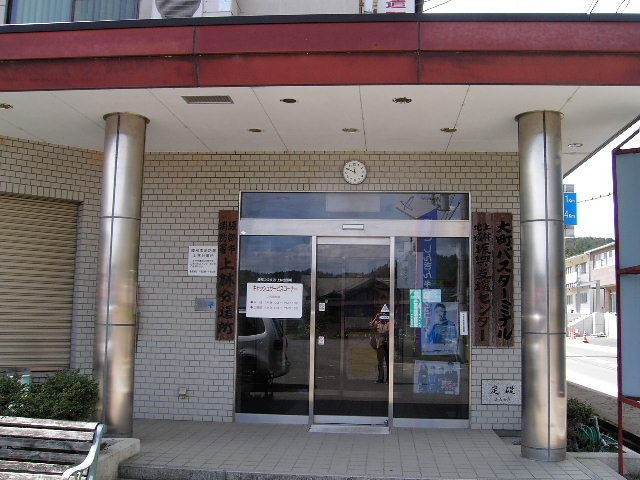
大町バスターミナル

※2018年4月1日改正時点、（）内は一部不経由便あり。
上林線
- 市立病院前 - 鳥ヶ坪交差点 - 綾高前 - 綾部駅南口 - 西町二丁目 - 丹波大橋 - 山家 - 十倉（黒谷和紙工芸の里前） - 大町バスターミナル（上林いきいきセンター前） - （あやべ温泉前 - ）於見

於見市野瀬線
- 大町バスターミナル（上林いきいきセンター前） - 市野瀬
- 大町バスターミナル（上林いきいきセンター前） - あやべ温泉前 - 於見

東西線
- 市立病院前 - あやべグンゼスクエア前 - 京都府総合庁舎前 - 西町二丁目 - 綾部駅南口 - 綾高前 - 上延町八反 - 高津駅前 - 高津コミセン前

志賀南北線
- 松寿苑前 - 上野町上池田 - 市役所前 - 綾部駅南口 - バザールタウン前 - あやべグンゼスクエア前 - 市立病院前 - あやべグンゼスクエア前 - 京都府総合庁舎前 - 西町二丁目 - 綾部駅南口 - 綾高前 - 鳥ヶ坪交差点 - 栗町 - 物部 - 八丁 - （藤波神社前 - ）内久井

西坂線
- 綾部駅南口 - 西町二丁目 - 京都府総合庁舎前 - あやべグンゼスクエア前 - 市立病院前 - 上位田 - 豊里郵便局前 - 私市 - 小西 - 小畑中 - 西坂集荷場前 - 九社神社前

篠田桜が丘線
- 綾部駅南口 - 西町二丁目 - 京都府総合庁舎前 - あやべグンゼスクエア前 - 市立病院前 - 里 - 桜が丘団地 - 星原 - 白道路 - 物部会館前 - 若宮神社前 - 深山

黒谷線
- 市立病院前 - あやべグンゼスクエア前 - 京都府総合庁舎前 - 西町二丁目 - 綾部駅南口 - 丹波大橋 - 淵垣駅 - 安国寺前 - 梅迫駅（東八田公民館前） - 上杉 - 黒谷和紙会館前

西八田線
- 市立病院前 - あやべグンゼスクエア前 - 京都府総合庁舎前 - 西町二丁目 - 綾部駅南口 - 丹波大橋 - 淵垣駅 - 七百石 - 総合運動公園前

紫水ヶ丘公園線
- 市立病院前 - あやべグンゼスクエア前 - バザールタウン前 - 綾部駅南口 - 西町二丁目 - 丹波大橋 - 紫水ヶ丘公園前

## 綾部市営バス

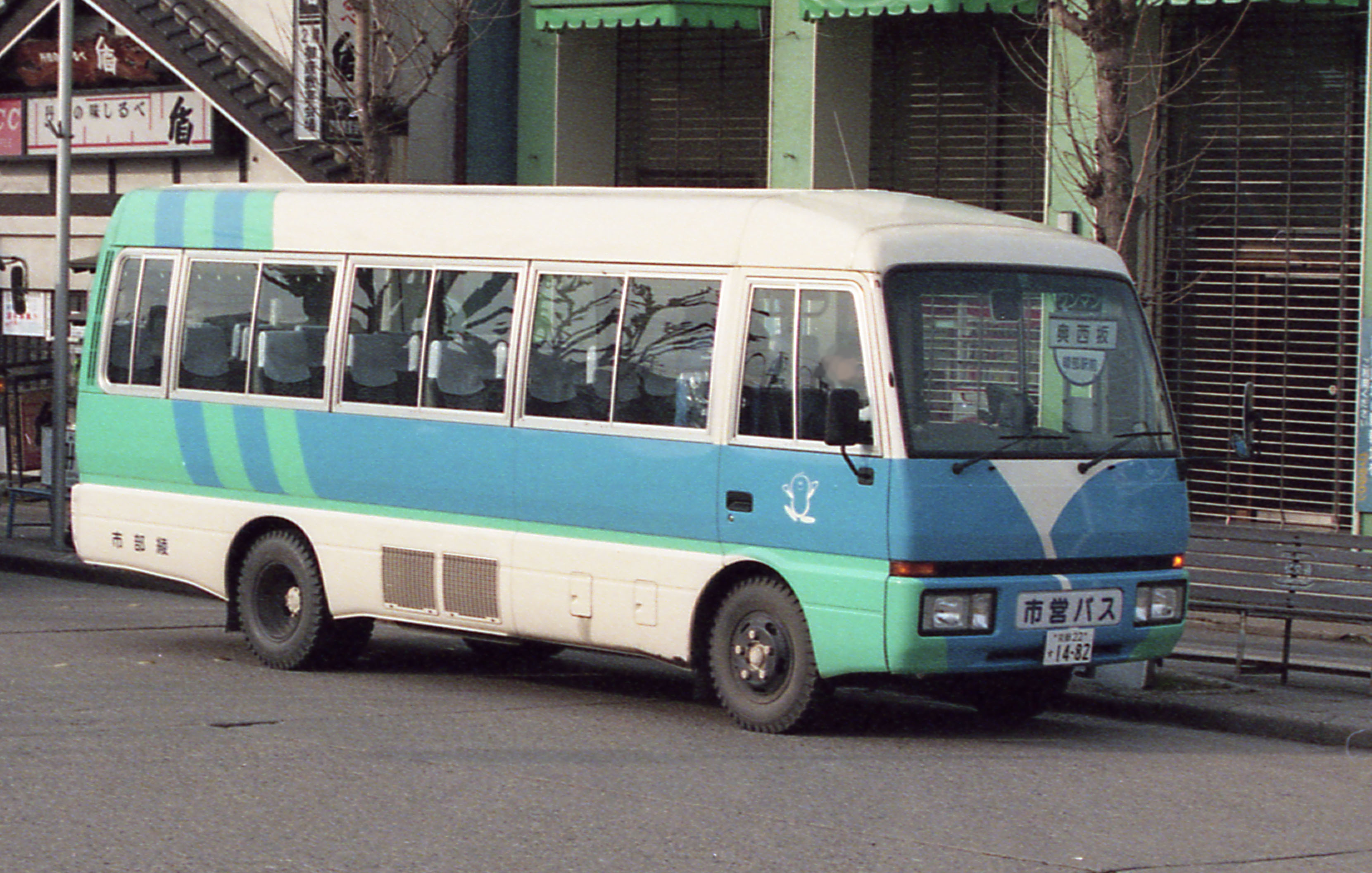
綾部市営バスの車両（1995年当時）

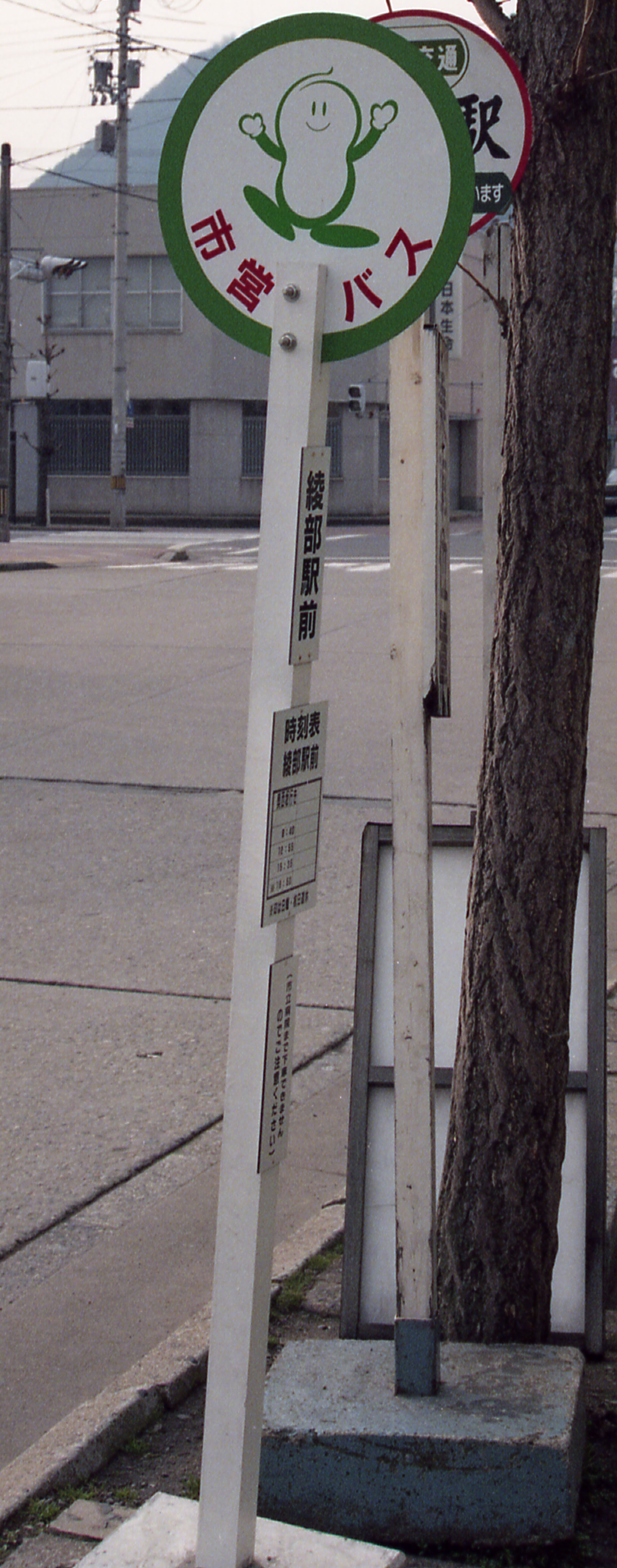
綾部市営バスのバス停

京都交通の路線廃止の代替として、綾部市が保有する自家用自動車（白ナンバー車）による自家用有償旅客運送（旧80条バス）として運行していた廃止代替バスである。あやべ市民バスの運行開始時に、市民バスへ統合される形で運行終了した。

### 沿革
- 1994年（平成6年）10月1日 - 綾部市営バス運転開始。綾部駅前 - 奥西坂間。
- 1996年（平成8年）4月28日 - 奥西坂 - 九社神社前間で路線延長。
- 2005年（平成17年）3月31日 - 同日付であやべ市民バスへ統合され運行終了。

### 路線
以下の1路線があった（全バス停を記載）。
- 綾部駅前 - 西町 - 総合庁舎前 - 青野町 - グンゼ前 - 白瀬橋南 - 市立病院 - 経済連前 - 中位田 - 高城館前 - 井堰前 - 下位田 - 旭ヶ丘 - 大川神社前 - 栗上 - 農協前 - 殿貝 - 福垣 - 小畑口 - 黒田 - 小西 - 奥小西 - かじや - 原貝口 - 小畑中 - 松原 - 奥新庄 - 諏訪神社前 - 口西坂 - 奥西坂 - 九社神社前

## 車両
- 綾部市営バスでは、市が保有するマイクロバスの三菱ふそう・ローザを使用していた。
- あやべ市民バスでは、関西丸和ロジスティクスが保有する三菱ふそう・ローザ（路線仕様、東西線・志賀南北線）[9]に加え、中型車の日野・レインボーII（上林線）、ワンボックスカーのトヨタ・ハイエース（於身市野瀬線・西坂線・篠田桜が丘線・黒谷線・西八田線）を使用しており、綾部市ではハイエースを「コミューターバス」と呼称している[10]。なおバスのカラーリングは、同じ丸和運輸機関グループのジャパンタローズと同一である。